# Den Danske Cirkuspris
Den Danske Cirkuspris blev indstiftet den 30. april 1967 ved en festforestilling med efterfølgende festsouper i Cirkus Schumanns manege i Cirkusbygningen i København. Blandt deltagerne var daværende kulturminister Bodil Koch, der foretog den formelle indstiftelse.
Det er ikke helt klart, hvem der havde taget initiativ til at stifte prisen. Den drivende kraft var formentlig Kurt Møller Madsen, forfatter og producent af en række tv-udsendelser om cirkus, herunder ”Cirkus ABC” og nogle år senere – 1974 til 1979 - ”Cirkusklubben”. Der var nedsat en komite, som ud over Bodil Koch og Kurt Møller Madsen havde følgende medlemmer:
Undervisningslektor Laurits Bødker, folkemindeforsker, skolerytteren Alfons Cossmy, Aarhus-borgmesteren Bernhard Jensen, redaktør Sv. Kragh-Jacobsen, teateranmelder på Berlingske Tidende, fhv. cirkusdirektør Thyra Miehe og proprietær Niels Bang Nicolaisen.
Prisen blev uddelt første gang 21. september 1968, dagen før Cirkus Schumanns sæson i Cirkusbygningen sluttede. I mellemtiden havde Kristen Helveg Petersen afløst Bodil Koch som kulturminister. Det var derfor ham, der overrakte prisen til Albert Schumann, som i øvrigt med sæsonens udgang trak sig tilbage fra cirkustilværelsen.
Næste uddeling fandt sted den 11. maj 1969, hvor Cirkus Benneweis lå i Nykøbing F. Her var det igen kulturminister K. Helveg Petersen, der overrakte prisen, denne gang til Eli Benneweis.
Uvist at hvilken grund stoppede prisuddelingerne efter denne uddeling.
I 2016 blev prisen genoplivet på initiativ af bl.a. foreningen Danske Cirkusvenner. Der blev uddelt 3 priser: en hæderspris, en talentpris samt en pris til årets bedste nummer. Hædersprisen gik til Benny Berdino fra Cirkus Arena. Talentprisen til Alexander Arli fra Cirkus Arli. Prisen for bedste nummer til Captain Frodo fra Zirkus Nemo. Kulturminister Bertel Haarder medvirkede ved uddelingen.
I 2017 tilfaldt hædersprisen Søren Østergaard fra Zirkus Nemo. Talentprisen tilfaldt cirkusskolen AMoC. Prisen for årets bedste nummer tilfaldt Rafaella Honden fra Cirkus Mascot. En særlig indsatspris tilfaldt fhv. kulturminister Bertel Haarder. Kulturminister Mette Bock medvirkede ved uddelingen.
I 2018 gik hædersprisen til Martin Arli, som dels er direktør for Cirkus Arli, dels er formand for Cirkusdirektørforeningen. Talentprisen gik til Charmaine Berdino fra Cirkus Arena. Prisen for årets bedste nummer gik til Duo Solys fra Zirkus Nemo. Cirkusdirektørforeningens Indsatspris gik til borgmester Anders Gerner Frost, Gribskov. Som i 2017 medvirkede kulturminister Mette Bock ved uddelingen.
I 2019 gik hædersprisen til Benny Schumann. Talentprisen gik til Kolev Sisters fra Cirkus Arena. Prisen for årets bedste nummer gik til Andrejs Fjodorovs fra Cirkus Arena. Cirkusdirektørforeningens Indsatpris gik til borgmester Helle Adelborg, Hvidovre. Kulturminister Joy Mogensen medvirkede ved uddelingen.
På grund af coronaen var der ingen prisuddelinger i 2020 og 2021. Dog blev Cirkusdirektørforeningens Indsatspris uddelt til Cirkusprisens formand Ole Simonsen, der tillige var næstformand for Danske Cirkusvenner og mangeårig redaktør af www.cirkus-dk.dk. 
I 2022 gik hædersprisen til Katja Schumann. Talentprisen gik til Francisco Fratellini fra Cirkus Arli. Prisen for årets bedste nummer gik til Leosvel & Diosmani fra Zirkus Nemo. Cirkusdirektørforeningens indsatspris gik til MF Anders Kronborg. En særpris gik til Line Carol. I forbindelse med prisuddelingen gav Fonden efter Nelly Jane Benneweis et legat på 10.000 kr. til den unge danske trapezartist Rasmine Tomasevic-Olsen. Kulturminister Ane Halsboe-Jørgensen medvirkede ved uddelingen.
I 2023 gik hædersprisen til Marianne Deleuran fra Cirkus Mascot. Talentprisen gik til Kaya Janeček fra Cirkus Baldoni. Prisen for årets bedste nummer gik til Los Ortiz fra Cirkus Arena. Cirkusdirektørforeningens indsatspris gik til Cirkusmuseet i Hvidovre. I forbindelse med prisuddelingen gav Fonden efter Nelly Jane Benneweis 2 rejselegater hver på 10.000 kr. til søskendeparret Julia og Joakim Myllykangas. Kulturminister Jakob Engel-Schmidt medvirkede ved uddelingen.  
I 2024 gik hædersprisen til Freddi Steckel. Talentprisen gik til Garcia Brothers (Conor og Antonio Garcia) fra Cirkus Arena. Prisen for årets bedste nummer gik til Strahlemann & Söhne fra Zirkus Nemo.  Cirkusdirektørforeningens indsatspris gik til Cirkusmuseet i Rold. Kulturminister Jakob Engel-Schmidt medvirkede ved uddelingen. 
I 2025 gik hædersprisen til Bubber, kendt fra både tv og som sprechstallmeister i Cirkus Arena. Talentprisen gik til Gabriel Dell'acqua fra Cirkus Arena. Prisen for bedste nummer gik til Quincy Azzario fra Cirkus Baldoni. Indsatsprisen gik til teaterchef Kasper Holten fra Det Kongelige Teater. Kulturminister Jakob Engel-Schmidt medvirkede ved uddelingen. 